# Hiperinflació alemanya

Evolució del cost de l'or en escala logarítmica

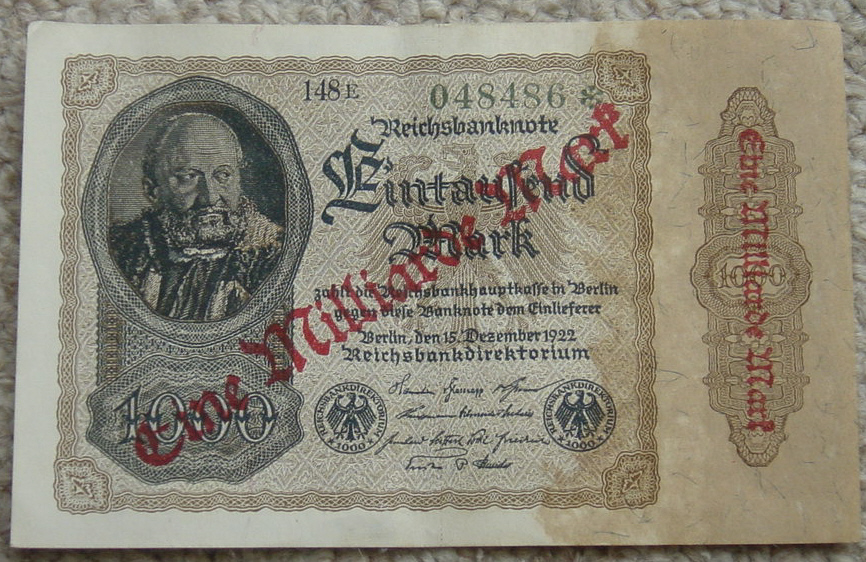
Bitllet de 1000 marcs, reconvertit en bitllet de mil milions (1.000.000.000) l'any 1923

La hiperinflació alemanya és l'episodi inflacionista ocorregut a la República de Weimar a la dècada dels anys vint. Ni era la primera ni la més cruenta de la sèrie d'hiperinflacions europees d'eixes dates. Tanmateix, com que va ser el cas més destacat des del naixement de l'economia, va rebre atenció com cap altre episodi ho podia haver rebut abans. La majoria de les situacions surrealistes que hui dia associem a les hiperinflacions foren diagnosticades en Alemanya: augments de preus i taxes d'interès, modificacions del tipus de canvi, abandó de la moneda com unitat d'intercanvi.

## Antecedents

### El sistema monetari del patró or
Fins al 1914, la política monetària alemanya i d'altres països (Regne Unit, França, Estats Units,..) estava basada en el patró or. La divisa alemanya, el marc or, valia una quantitat fixa d’or, i un marc es podia intercanviar físicament pel seu equivalent en or. El Reichsbank, el banc central alemany, era l'emissor dels bitllets i monedes. La Llei Bancària de 1875 establia que un mínim d'un terç del valor del conjunt de bitllets i monedes en circulació havia d’estar suportat per or (guardat majoritàriament en caixes fortes del Reichsbank), i els dos terços restants per bons descomptats (emesos pels bancs), amb un venciment de tres mesos, i avalats per una garantia solvent. Per mantenir el rati de liquiditat (proporció d’or respecte la massa monetària), el Reichsbank també comprava or a canvi de marcs or, utilitzant la tassa de descompte (el marge de benefici pel venedor) per fer atractiva l’operació.

### Les opcions sobre el finançament de la guerra
Alemanya era un país ric, i la suma de les pressions fiscals del Reich, els estats i ajuntaments era elevada. El sistema fiscal alemany estava descentralitzat, deixant a l'estat central, el Reich, poc espai de maniobra per augmentar les despeses. De fet, les inversions per l'exercit i l’armada es finançaven majoritàriament amb deute. .
En els anys previs a la guerra, l’ambient bel·licista afavoria la discussió oberta sobre com es podria finançar un conflicte armat. L’acadèmic Heinrich Dietzel, en la seva obra Impost sobre la guerra o préstec de guerra?, ja advocava el 1912 per finançar una futura guerra amb préstecs i no amb impostos. Quan el 1913 es va decidir augmentar la despesa en armament, aquesta es va finançar amb un impost especial sobre les plusvàlues de propietats, la duració del qual seria de només tres anys.

### Una guerra finançada imprimint bitllets
Un cop iniciada la guerra, les primeres mesures econòmiques que Alemanya va prendre foren la suspensió de la convertibilitat entre el marc or i l'or, el tancament de les borses i la prohibició de publicar públicament el tipus de canvi entre el marc i altres monedes. Mentre que França i el Regne Unit van finançar el cost de la guerra principalment amb una combinació d'increment dels impostos i emissió de deute domèstic i internacional, el govern alemany, preveient una guerra curta i impossibilitat a recórrer al finançament en mercats exteriors, va centrar-se principalment a finançar-se mitjançant emissions de deute domèstic. Al llarg de la guerra es van fer nou emissions de deute, que van ser insuficients per finançar la despesa militar.
El total de la despesa de guerra alemanya va ser de 164.000 milions de marcs. Les emissions de deute van cobrir-ne tres cinquenes parts, uns 96.000 milions. La resta principalment es va cobrir amb emissions de bons del tresor, emissions a curt termini que, un cop descomptades als bancs, aquests feien servir com per suportar les seves pròpies emissions de moneda.
En pocs anys es va passar de la disciplina del patró or al senyoratge sense límits. Malgrat el creixement del deute públic, aquest va gaudir d'uns tipus d'interès relativament baixos, i la població alemanya va subscriure vuit dels nou préstecs de guerra emesos pel govern que van succeir-se entre setembre de 1914 i setembre de 1918. L'element clau era l'esperança en la victòria, i que serien els aliats, els perdedors de la guerra, els que haurien d'assumir el retorn dels préstecs. Els impostos sols van finançar un 16,7% de la despesa bèl·lica, la resta ho feu el deute i l'increment de moneda en circulació.
El 1917 la quantitat de diner en circulació era cinc vegades major que la de 1913. La despesa pública alemanya s'incrementà del 18% del PIB fins al 76% en el 1917. Al finalitzar la guerra, el nivell de vida de la població s'havia reduït a la meitat del que era abans de l'inici de les hostilitats; a Alemanya, aquestes havien provocat 1,6 milions de morts i 3,5 milions de ferits.
L'11 de novembre de 1918 es va signar l'armistici amb els aliats, alhora que es produïa a Alemanya una revolució provocà una gran inestabilitat política que canvià el règim, passant de monarquia a república. Els aliats continuaren el bloqueig per terra i mar a l'economia alemanya fins a la signatura del tractat de pau de Versalles el 28 de juny de 1919. La concreció de les indemnitzacions de guerra es deixava per més endavant. Mentrestant, la inflació provocada per la continua impressió de bitllets continuava devaluant el papiermak. Al principi de la guerra, una lliura esterlina es canviava per 20 marcs or; al desembre de 1918, per 43; abans del Tractat de Versalles, per 60 marcs, i al desembre de 1920 per 185.

## El naixement de la hiperinflació

### Una pau fràgil finançada imprimint bitllets
Amb el reconeixement per part de la societat alemanya d’haver perdut la guerra en el mes de novembre de 1918, les pressions socials que aquesta havia generat van desembocar en una revolució que va deposar la monarquia autoritària dels Hohenzollern i creà la república de Weimar.
La guerra va deixar una societat desunida; on l'extrema dreta no reconeixia la derrota militar sinó que considerava que l'exercit havia estat traït per civils, particularment partits d’esquerres i jueus, creant la llegenda de la punyalada per l'esquena. I on els objectius de l'extrema esquerra eren organitzar una revolució comunista.
La inestabilitat política es manifestava de moltes maneres: l'esquerra organitzava vagues contínuament, mentre que en el mes de març de 1920 Wolfgang Kapp va organitzar un cop d’estat ultradretà, el qual fracassà. A Baviera hi havia uns nivells de violència molt alts, provocant que entre 1919 i 1922 es produí 400 assassinats polítics.
L’any 1920 el marc va patir una gran inestabilitat en els mercats internacionals, oscil·lant entre els 230 i els 152 marc per lliura esterlina. Aquesta variació era deguda a la incertesa existent sobre la quantitat de diners que el Comitè de Reparacions Aliat acabaria exigint a Alemanya. Quan la cotització del marc millorava, la competitivitat de les exportacions es reduïa i l’atur empitjorava, augmentant les tensions i el malestar social. El govern va prioritzar l’objectiu de la plena ocupació front a una tassa d’inflació reduïda. En aquest ambient, el govern no considerava viable una pujada d’impostos per equilibrar el pressupost.
Un alleujament important però temporal fou que la inflació havia reduït el deute públic generat pels préstecs de guerra a unes dimensions molt menors. Evidentment, aquest alleujament del deute per la inflació era finançat pels ciutadans que havien comprat els bons de guerra, a canvi dels quals rebien interessos i capitals ridículs. Malgrat haver-se reduït la despesa militar de forma dràstica i que la inflació havia fet quasi desaparèixer el deute públic creat durant la guerra, els comptes públics no quadraven. Els impostos recaptats no eren suficients per poder mantenir les pensions i els serveis públics en funcionament. Ja abans d’haver d’enfrontar-se a les reparacions de guerra, que era una despesa extraordinària, es va recórrer a l'emissió de bitllets com a font de finançament del pressupost ordinari.

### Les reparacions de guerra
Un cop signada el 1919 la pau en el Tractat de Versalles, se celebraren successives conferències per determinar l'import de les reparacions de guerra. En el tracta de pau s'havia establert una xifra aproximada de 220.000 milions de marcs or. En les successives conferències, aquesta xifra va anar variant:
- Conferència de Bolonya, 20 juny 1920: 269.000 milions de marcs or.
- Conferència de París, gener 1921: 226.000 milions de marcs or + detracció del 12% a les exportacions alemanyes durant 42 anys
- Conferència de Londres, maig de 1921 (Ultimàtum de Londres): 132.000 milions de marcs or. L’import total es va dividir en 3 categories de bons. Els bons tipus A sumaven 12.000 milions de marcs or, els B, 38.000 i els C, 82.000 milions. El nominal dels bons A i B havia de pagar-se anualment, en un termini de 17 anys. Addicionalment, el govern alemany havia d'abonar un 5% d’interès per les quantitats pendents. Els bons A s'emetien l’u de maig de 1921, i els B l’u de novembre del mateix any. El bons C no havien de pagar-se fins que no s'hagués atès el finançament dels bons A i B.[13]

Segons el calendari de pagaments, Alemanya havia d'abonar anualment la quantitat fixa de 2 mil milions de marcs or, més un import corresponents al 25% de les seves exportacions, sense tenir en compte el saldo de la balança comercial. La presentació de l'ultimàtum de Londres va propiciar una forta devaluació del marc, fent caure el govern alemany de Constantin Fehrenbach i essent substituït per Joseph Wirth  com a cap de govern, el qual acabà acceptant l'import de les reparacions, si bé adduïa que el país no tenia els diners per pagar-les. Havent ocupat els francesos els ports fluvials de Duisburg, Ruhrort i Düsseldorf el 30 de març de 1921 per pressionar al govern alemany, el nou ministre de Reconstrucció, Walter Rathenau, va fer efectiu el juny de 1921 el primer pagament de 50 milions de marcs or, marcs amb la paritat anterior a la guerra. A finals d'agost de 2020 es van abonar 1.000 milions de marcs or, però menys del 60% s'havien assolit mitjançant finançament real, com crèdits de l'exterior o similar.

## Desenvolupament de la hiperinflació

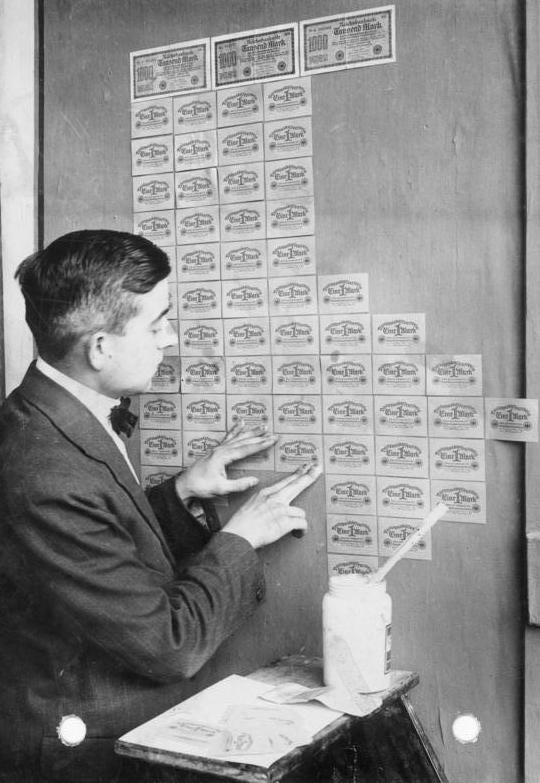
L'absoluta pèrdua del valor del marc va portar a casos com el d'aquesta imatge: resultava més barat empaperar una paret amb bitllets que amb paper de paret.

### De finals d’agost fins a desembre de 1921
El 26 d’agost de 1921, pistolers d’extrema dreta van assassinar al polític Mathias Erzberger, assessor del canceller Joseph Wirth. Erzberger recolzava una pujada d’impostos a les rendes més altes, per finançar els serveis públics i les reparacions de guerra, i era l’inspirador de la creació de nous impostos duta a terme en el mes de juliol.
Els pressupost públic finançava no sols els serveis públics, sinó també el carbó, el servei ferroviari, la producció de pa, augmentat la necessitat de recursos públics. Per un altre cantó, el preu oficial del menjar es va incrementar en un 50% durant la segona meitat de 1921. Les famílies es protegien de la inflació de diverses famílies; unes especulaven amb divises, altres compraven bens, fent-los servir com a dipòsits de valor. Les empreses exportadores deixaven part dels ingressos en bancs estrangers. Les operacions amb divises provocaven la depreciació del marc, encarint importacions i el pagament de les reparacions de guerra.
En l’octubre de 1921, el pressupost del govern i el cost de les reparacions i costos d’ocupació sumaven 113 mil milions de marcs, mentre que els ingressos arribaven a 90 mil milions. La decisió, presa per la Societat de Nacions, de partir l'Alta Silèsia entre la república de Weimar i Polònia, va provocar la dimissió del govern del canceller Joseph Wirth, encara que hagué de tornar a formar govern el 26 d'octubre una altra vegada. El clima social, polític i econòmic s'anava enfosquint de manera ràpida. A última hora es va assolir una moratòria de dos mesos en el pagament de desembre de les reparacions, ajornat-lo a finals de febrer de 1922.

### Els anys 1922 i 1923
Durant la primera meitat de 1922, el marc es va estabilitzar en un canvi entorn dels 320 marcs per dòlar nord-americà, un fet acompanyat de conferències internacionals sobre les reparacions de guerra, inclosa una organitzada al juny de 1922 per J. P. Morgan, Jr., banquer nord-americà. En les trobades no es va arribar cap solució factible i la inflació es va disparar, convertint-se en hiperinflació, i el tipus de canvi del marc va augmentar, fins als 8000 marcs per dòlar nord-americà al desembre de 1922. El cost de vida va passar de 41 a 685, és a dir, es va multiplicar per setze. La pau social es mantenia amb increments dels salaris de similars magnituds. Sorprenentment, molt polítics i economistes no relacionaven la devaluació del marc i la hiperinflació, tractant-los com a fenòmens independents i no solucionant-ne cap. Walter Rathenau, ministre de la Reconstrucció, fou assassinat el 28 de juny de 1922.
Un dels motors de la inflació era la continua impressió de bitllets. La setmana en la que els operaris de la tipografia de Berlin van fer vaga i no s'imprimiren bitllets nous, el tipus de canvi entre el marc i les altres monedes es mantingué. L'altre motor era el canvi del valor nominal dels bitllet en circulació, als quals s'estampaven amb el seu nou valor de forma successiva, passant de valer cent marcs a mil, deu mil i cent mil marcs. La inflació provocà un empobriment generalitzat de la població, especialment aquella que els seus ingressos depenien d'un salari o una pensió. Els salaris passaren de pagar-se cada mes a fer-ho cada setmana, actualitzats al nou nivell de preus. Els estalvis es reduïren a no res. Les famílies es venien el seu patrimoni per obtenir diners amb els quals comprar menjar.
El gener de 1923, la situació es va tornar encara més tibant amb l'ocupació del Ruhr per tropes francobelgues per a assegurar el pagament de les reparacions de guerra en béns com el carbó, ja que el marc ja no tenia valor.
Encara que les reparacions suposaven un terç del dèficit alemany de 1920 a 1923, el govern alemany va trobar en elles un boc expiatori que al costat de banquers i especuladors (principalment estrangers) havien accelerat el procés inflacionista en la seva recerca del benefici. La hiperinflació va arribar al seu màxim el novembre de 1923, però va acabar amb una nova moneda: el Rentenmark. El govern es va recolzar en aquesta nova moneda, de valor fix, finalment acceptada.

## Conseqüències
Si bé la inflació va acabar amb la introducció del rentenmark i la República de Weimar es va mantenir durant una dècada més, s'assenyala a la hiperinflació com una de les raons de l'ascens del nazisme a Alemanya. Adolf Hitler, en el seu llibre Mein Kampf, realitza nombroses referències al deute alemany i a les conseqüències negatives que va comportar. La inflació va fer créixer els dubtes sobre l'eficàcia de les institucions liberals, especialment entre les classes mitjanes que havien realitzat dipòsits bancaris i adquirit bons. Així mateix, va produir un fort ressentiment cap als banquers alemanys i els especuladores, molts d'ells jueus, als quals el govern i la premsa van culpar de la inflació.